# Fomitopsis castanea
Fomitopsis castanea är en svampart som beskrevs av Imazeki 1949. Fomitopsis castanea ingår i släktet Fomitopsis och familjen Fomitopsidaceae.   Inga underarter finns listade i Catalogue of Life.